# Szentgyörgyi Lenke
Szentgyörgyi Lenke, Sturm Magdolna Adél Mária (Zalaegerszeg, 1884. július 22. – Budapest, Józsefváros, 1971. augusztus 14.) színésznő. Szentgyörgyi Márta nővére.

## Családja és származása
Apja, a polgári származású Sturm György (1843–1888) királyi főmérnök, anyja a régi zalavármegyei nemesi származású szladeoviczi Szladovits családnak a sarja, szladeovici Szladovits Rozália (1858–1937). 1884. augusztus 17-én keresztelték Zalaegerszegen. Anyai nagyszülei szladeovici Szladovits Ferenc (1829–1878) jogász, az 1848–49-es forradalom és szabadságharc alatt főhadnagy, és szentgyörgyi Horváth Flóra (1835–1916) voltak; a "Szentgyörgyi" vezetéknevét anyai nagyanyja nemesi előneve után vette fel.
Anyai nagyapai dédszülei szladeovici Szladovits Gergely (1805–1880) jogász, táblabíró, földbirtokos, és egyházasbüki Simon Mária (1805–1834) voltak. Anyai nagyanyai dédszülei szentgyörgyi Horváth Antal (1780–1850) zalai szolgabíró, földbirtokos, és bonyhádi Perczel Terézia (1775–1851) voltak. A Szladovits nagyapja révén a boldogfai Farkas-, a lovászi és szentmargitai Sümeghy-, a barkóczi Rosty-, valamint a zalalövői Csapody családoknak a leszármazottja. A szentgyörgyi Horváth nagyanyja révén a rumi és rábadoroszlói Rumy-, a nyirlaki Oszterhueber-, a királydaróczi Daróczy-, valamint a mezőszegedi Szegedy családoknak a leszármazottja.

## Életútja
Rákosi Szidi színésziskoláját végezte. 1903-ban a Magyar Színház tagja volt, majd 1905 szeptemberében a Király Színház szerződtette, ahol a Gül Baba Gábor diákjaként emlékezetes sikere volt (1906. március 16-án századszor játszotta). 1907-ben fellépett a Bonbonièrre Kabaréban is. 1909. június 25-én mint vendég fellépett a Budai Színkörben, a Kedélyes paraszt című operett Annamirle szerepében. 1910 nyarán dr. Farkas Ferenc társulatának tagja, egyben a pozsonyi aréna német színtársulatának a vendége volt Blasel Pál igazgatónál. 1910 őszén Mezei Béla győri színházánál volt működésben, majd 1912 januárjában Sopronba szerződött. Naiva- és szubrettszerepekben láthatta a közönség. 1912. augusztus 18-án férjhez ment kispalugyai és bodafalvai Palugyai Antal borkereskedőhöz és lelépett a pályáról. Özvegy nyugdíjasként hunyt el, halálát gócos tüdőlob okozta.

### Házassága és leszármazottjai
1912. augusztus 18-án Budapesten, a Józsefvárosban házasságot kötött a nemesi származású kispalugyai és bodafalvai Palugyay Antal Rafael János (Pozsony, 1880. május 17.) borkereskedővel, akinek a szülei kispalugyai és bodafalvai Palugyay József és klauszburgi Klausz Hermin voltak. Palugyay Antal és Sturm Magdolna frigyéből egy gyermek született:
- Palugyay György (Beszterce, 1918 – 1944. március 25.) kp. őrvezető, okleveles középiskolai tanár.[8]

## Fontosabb szerepei
- Gaston (Czobor Károly: A hajdúk hadnagya)
- Gábor diák (Huszka Jenő: Gül Baba)
- Póli (Verő György: Falusi madonna)